# Barúnbüren járás
Barúnbüren járás (mongol nyelven: Баруунбүрэн сум) Mongólia Szelenga tartományának egyik járása. Területe 2900 km². Népessége kb. 3200 fő.
Székhelye Burgaltaj (Бургалтай), mely 215 km-re fekszik Szühebátor tartományi székhelytől.